# Álbum split
Um álbum split (ou simplesmente split) é um álbum musical que inclui faixas de dois ou mais artistas separados. Existem também singles e EPs da mesma variedade, que são frequentemente chamados de "split singles" e "split EPs" respectivamente. Álbuns split diferem de álbuns de compilação de "vários artistas" porque geralmente incluem várias faixas de cada artista, ou poucos artistas com uma ou duas faixas cada, em vez de múltiplos artistas com apenas uma ou duas faixas cada.

## História
Álbuns split foram feitos inicialmente em discos de vinil, com a música de um artista em um lado do disco e a música de um segundo artista no lado oposto. Como os álbuns de vinil declinaram como meio de massa, as edições de CD seguiram a prática. Embora um CD não seja virado da mesma forma que um vinil, o termo "lados" ainda é aplicado figurativamente. Desde o início dos anos 1980, o formato tem sido amplamente utilizado por gravadoras independentes, e artistas nos círculos de punk rock, hardcore, grindcore, black metal, noise e indie rock. Splits geralmente recebem uma fã base underground, mesmo que os artistas apresentados sejam mainstream, já que o sucesso dos álbuns split geralmente não é em uma proporção mainstream.